# Moneda de veinte pesos conmemorativa de Emiliano Zapata
La Moneda conmemorativa del centenario luctuoso de Emiliano Zapata es una moneda de veinte pesos, las cuales, son la máxima denominación de uso corriente en México y constituye una de las monedas con las que se pretende ser reemplazado el billete de viente pesos. Fue decretada el 7 de enero de 2021 con la publicación en el Diario Oficial de la Federación; se puso en circulación el 12 de abril de 2021.

## Diseño

### Anverso
Con la Reforma monetaria de 1905 se estableció que todas las monedas de peso mexicano llevaran en su anverso el Escudo Nacional con el nombre oficial del país (estados unidos mexicanos) formando un semicírculo superior.
Con la publicación de la Ley sobre el Escudo, la Bandera y el Himno Nacionales se reafirmó la condición al darle nombre al denominado ahora como «Sello de México» cuyo uso oficial estaría reservado —además de medallas oficiales, sellos y documentos oficiales o similares— igualmente en las monedas.

### Reverso

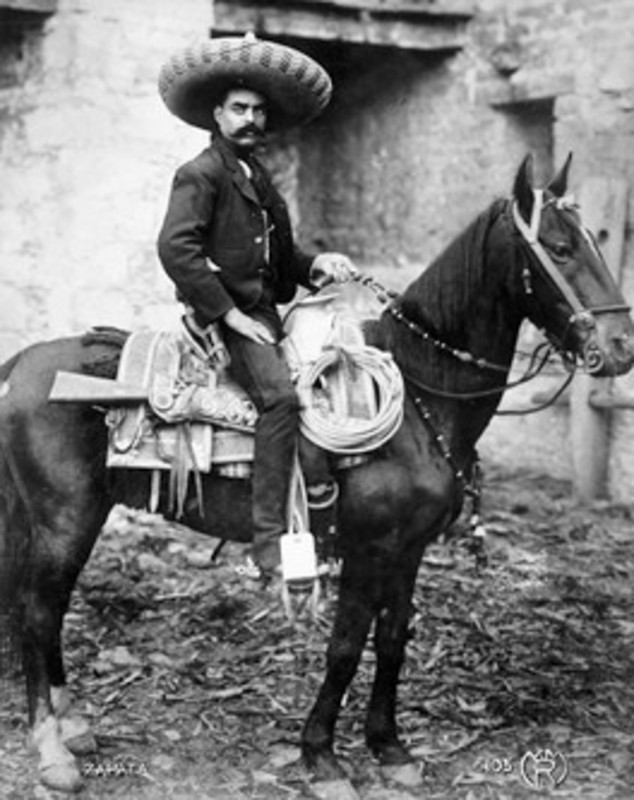
Fotografía en la que se basa el busto de la moneda, c. 1911, Agustín Víctor Casasola.

En el centro destaca un busto de Emiliano Zapata —vista a tres a cuartos de perfil a la derecha y ataviado con un saco y un sombrero de charro—. Arriba de éste, formando un semicírculo, hay una leyenda que dice: «emiliano zapata salazar». Al fondo a la izquierda del busto se ve un campesino arando en el campo con una vaca. 
Entre este último y el inicio de la leyenda está el símbolo de la Casa de Moneda de México. A la derecha del busto (y dentro del centro) se encuentra una imagen latente del mapa de México. Por último, debajo del busto se encuentra en letras grandes la denominación «$ 20» flanqueada entre los años «1919» (año de la muerte de Zapata) y «2019» (año del centenario del evento).
Desde aquella fecha sigue vigente la norma y todas las monedas mexicanas la siguen, siendo adoptado el Escudo Nacional según la vigencia en su momento de acuñación.

## Características físicas
|                                  | Centro                           | Anillo                             | Total                                            |
| -------------------------------- | -------------------------------- | ---------------------------------- | ------------------------------------------------ |
| Composición (Elementos Químico§) | 65 % cobre 25 % zinc 10 % níquel | 92 % cobre 2 % níquel 6 % aluminio | 78.5 % cobre 12.5 % zinc 6 % níquel 3 % aluminio |
| Masa (g)                         | 5.51                             | 7.16                               | 12.67                                            |
| Fuente:                          |                                  |                                    |                                                  |